# Valentin Nouma
Pour les articles homonymes, voir Nouma.
Valentin Nouma, né le 14 février 2000 à Bobo-Dioulasso, est un footballeur international burkinabè, qui joue au poste d'arrière gauche au Simba SC.

## Biographie

### En club
Valentin Nouma est formé au Rahimo FC, avec qui il remporte le championnat et la Coupe du Burkina Faso en 2019 puis la Supercoupe en 2020. Il découvre ensuite les tours préliminaires de la Ligue des champions le 29 novembre 2020 contre l'Enyimba FC.
En 2022, il rejoint l'AS Douanes, avec qui il remporte la Supercoupe, le championnat et la Coupe.
En 2023, Nouma rallie le club congolais du FC Saint-Éloi Lupopo.
Le 7 juillet 2024, il rejoint le club tanzanien du Simba SC pour deux saisons.

### En sélection
Valentin Nouma honore ses premières sélections en équipe du Burkina Faso A' dans le cadre du CHAN 2018, le 16 janvier 2018 face à l'Angola puis huit jours plus tard face au Cameroun.
Le CHAN étant réservé aux joueurs évoluant dans les championnats de leur pays, il dispute son premier match avec l'équipe du Burkina Faso le 18 juin 2023 contre le Cap-Vert en qualifications à la CAN 2023. Il est ensuite convoqué par Hubert Velud pour participer à la CAN 2023, mais ne dispute aucune rencontre au cours de la compétition.

## Palmarès
- Rahimo FC
  - Vainqueur du Championnat du Burkina Faso en 2019
  - Vainqueur de la Coupe du Burkina Faso en 2019
  - Vainqueur de la Supercoupe du Burkina Faso en 2020

- AS Douanes
  - Vainqueur du Championnat du Burkina Faso en 2023
  - Vainqueur de la Coupe du Burkina Faso en 2022
  - Vainqueur de la Supercoupe du Burkina Faso en 2022